# Josep Santesmases i Ollé
Josep Santesmases i Ollé (Vila-rodona, l'Alt Camp, 1951) és un escriptor, articulista, activista i historiador català.
Com a escriptor, Santesmases ha destacat en la divulgació de la història contemporània del seu municipi natal. En aquesta matèria, els treballs més significatius que ha publicat són:
- El segle XIX a Vila-rodona (1984);
- Els arrendaments municipals del segle XVIII a Vila-rodona. Testaments de Vila-rodona, segles XVII-XIX (1995);
- El Cooperativisme agrari a Vila-rodona (1893-1939). Un exemple d'estructuració econòmica, social i política en la Catalunya vitivinícola
- El temps del rector Vicenç Morer. Vila-rodona a finals de l'Antic Règim (2007);
- Estructures i dinàmiques locals a la segona meitat del segle XVIII. El cas de Vila-rodona (2017);
- 100 anys creixent junts. Centenari del Celler Cooperatiu de Vila-rodona (1919-2019) (2019);
- El temps viscut. Entre la història i la memòria (2021).

També és l'autor de nombrosos llibres i articles sobre les terres de Gaià, escrits des de l'assaig històric, la proesa poètica i el memorialisme.
A més de l'obra publicada, és el codirector de les revistes Plecs d'Història Local i La Resclosa. Ha editat les actes de múltiples congressos de la Coordinadora de Centre d'Estudis de Parla Catalana. Juntament amb Enric Pujol, va ser el director del Diccionari biogràfic dels diputats de la Mancomunitat de Catalunya (2019).
Santesmases fou membre de la Junta Directiva de l'Institut d'Estudis Vallencs, exercint-ne la vicepresidència (1987-91) i la presidència (1991-98). A més, forma  part de les Juntes Directives que constitueixen el Centre d'Estudis del Gaià (1996), i en l'àmbit nacional, la Coordinadora de Centres d'Estudis de Parla Catalana (1993), entitat que presideix des del 2000 En aquesta condició, és vicepresident de l'Institut Ramon Muntaner des del 2003.